# Componocancroidea
Componocancroidea is een superfamilie van krabben en heeft als enige de fossiele familie:
- Componocancridae † Feldmann, Schweitzer & Green, 2008